# Vuk Lazarević
Vuk Lazarević (circa 1380 - 1410) est un prince serbe, fils du souverain Lazar Hrebeljanović.

## Biographie
Vuk Lazarević est né vers 1380. Il est le fils du prince Lazar et de la princesse Milica. Son frère aîné Stefan est né en 1377. Ses autres frères et sœurs étaient Mara, Dragana, Theodora, Jelena et Olivera. Après la bataille du Kosovo en 1389, Vuk, Stefan, leur mère Milica et Jefimija ont commencé à prendre part au contrôle de la Serbie. Lors de la bataille d'Ancyra, Vuk fait partie de l'armée vassale ottomane de son frère, avec les fils de Vuk Branković, Đurađ et Grgur, contre l'Empire timuride sous Tamerlane.

## Décès
Après avoir déserté l'armée de Musa Çelebi en faveur de son frère Suleiman Çelebi lors de la bataille de Kosmidion pendant l'interrègne ottoman, Vuk a été envoyé en Serbie par Suleiman pour s'emparer des terres de son frère Stefan. Cependant, au cours du voyage, il est capturé dans la ville de Plovdiv par un vassal de Musa Çelebi. Vuk a été envoyé à Musa et exécuté sommairement  à Kosmidion pour sa trahison.